# تاللادی
تاللادی (به لاتین: Thalladi) یک منطقهٔ مسکونی در سری‌لانکا است که در استان شمالی (سری‌لانکا) واقع شده‌است.